# Nördersberg

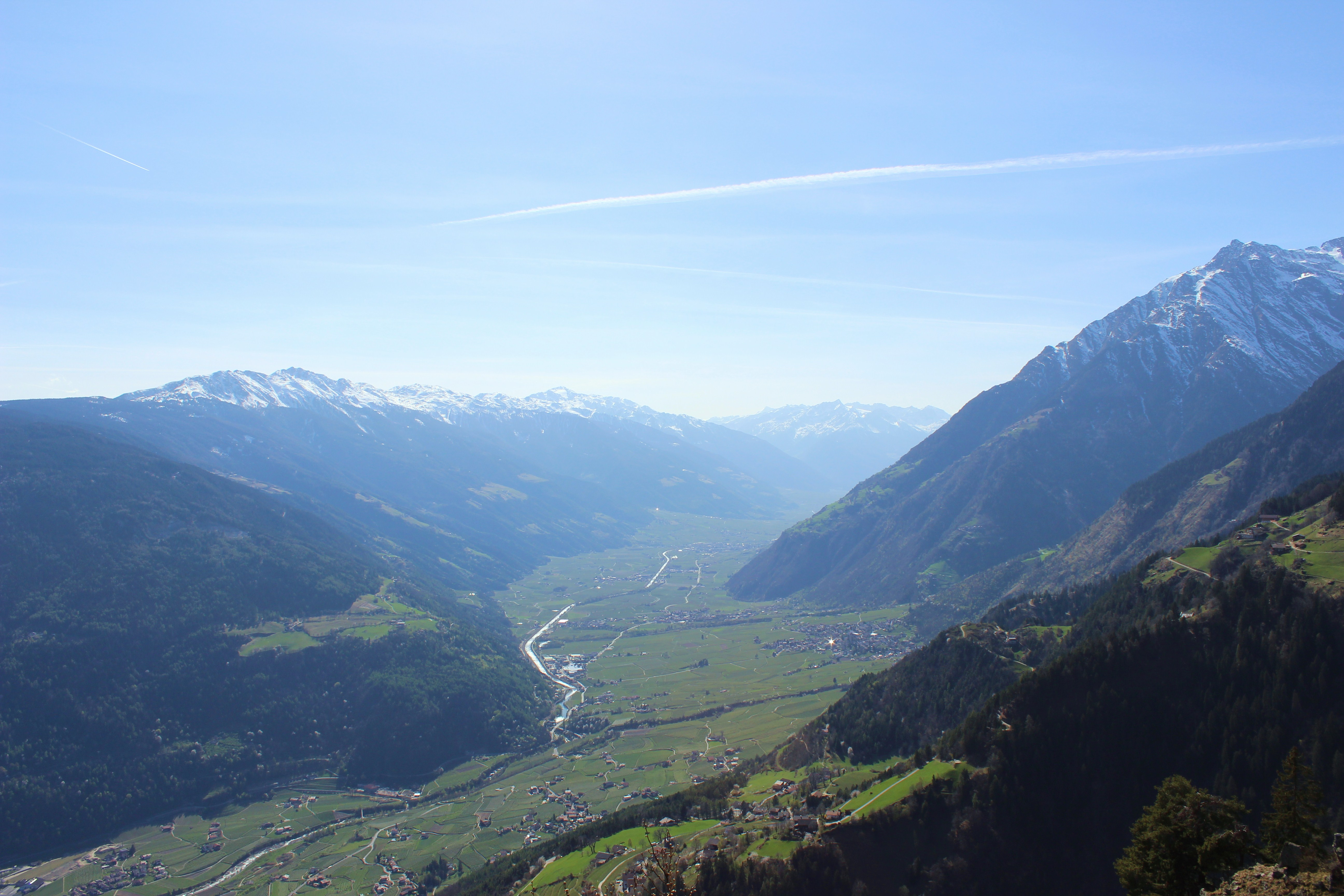
Blick von der Meraner Gegend Richtung Westen in den Vinschgau: Die talgewandten Berghänge auf der linken Bildseite bilden den Nörderberg.

Nördersberg oder Nörderberg (italienisch Montetramontana) ist der Name der südseitigen und somit nordexponierten Talflanke des Etschtals im Vinschgau in Südtirol.
Er erstreckt sich über mehr als 40 Kilometer von Prad im Westen bis zur Töll im Osten. Ihm gegenüber liegt der Sonnenberg, die nordseitige Talflanke des Vinschgaus.
Im Gegensatz zum stark besonnten, sehr trockenen und vielerorts versteppten Sonnenberg sind die Hänge des Nördersbergs schattig und dicht bewaldet. Die mittelgebirgigen Hänge sind auch mit deutlich mehr Bergbauernhöfen besiedelt. Im Winter liegt die Schneegrenze zudem auf dieser Talseite wesentlich tiefer als auf der nördlichen Talseite. 
Der Nördersberg ist Teil der Ortler-Alpen und zum Großteil im Nationalpark Stilfserjoch unter Schutz gestellt. Auf seiner ganzen Länge wird er nur von zwei größeren Tälern unterbrochen, dem Laaser Tal und dem Martelltal. Die sich über dem Nördersberg erhebenden Gipfel westlich des Martelltals werden dabei den Laaser Bergen zugerechnet, östlich dem Zufrittkamm.
Die zur Gemeinde Schlanders gehörenden Gehöfte bilden die Fraktion Nördersberg, die bis 1928 unter diesem Namen eine eigenständige Gemeinde war.
Bei Laas und Göflan wird am Nördersberg der berühmte Laaser Marmor abgebaut. Zu Laas gehören auch die Fraktionen Tarnell mit der denkmalgeschützten Kapelle St. Ulrich und Parnetz mit der Marienkapelle.
Vom Nördersberg, näherhin dem Hof Kopf am Egg, stammte Marian Tumler, von 1948 bis 1970 Hochmeister des Deutschen Ordens.